# Yossef Romano
Yossef Romano (Bengasi, 15 de abril de 1940-Múnich, 5 de septiembre de 1972) fue un deportista israelí, asesinado por el comando terrorista Septiembre Negro durante los Juegos Olímpicos de Múnich 1972. Acudió a Múnich como campeón de Israel en halterofilia en las categorías de peso medio.

## Historia
Yossef Romano nació el 15 de abril de 1940 en la ciudad libia de Bengasi. En 1946 se muda con su familia al Mandato británico de Palestina (actual Estado de Israel) y se convierte en decorador de interiores. Más adelante lucharía en la guerra de los seis días.
Llegó a ser campeón de Israel de levantamiento de peso durante nueve años y acudió a las olimpiadas de Múnich del 72, donde sufrió una lesión de ligamentos durante la celebración de una de las pruebas de levantamiento de peso.

## Asalto terrorista
En la madrugada del 5 de septiembre de 1972 un grupo de terroristas armados denominado Septiembre Negro irrumpió en el bloque de apartamentos donde se alojaba la comitiva israelí. Tras reducir al equipo de entrenadores y herir a Moshe Weinberg, obligaron a este a llevarlos a las habitaciones del resto de deportistas israelíes. Tras irrumpir en otro de los apartamentos y secuestrar a seis luchadores y levantadores de pesas, entre los que se encontraba Romano, en un descuido de los asaltantes Romano pudo herir con un cuchillo de cocina a uno de los terroristas y hacerse con su rifle de asalto, pero fue acribillado por otro de los terroristas y abandonado en su habitación mientras se desangraba. Sus restos mortales fueron repatriados junto con los de sus compañeros caídos de vuelta a Israel.